# Uprawnienie
Uprawnienie – określenie wyróżnionego w jakiś sposób elementu prawa podmiotowego – przeważnie chodzi o bliższe wyznaczenie zachowania objętego prawem podmiotowym.
Wśród uprawnień należy wyróżnić:
- roszczenia
- uprawnienia kształtujące
- zarzuty.